# Oxynoemacheilus leontinae
Oxynoemacheilus leontinae es una especie de peces de la familia Balitoridae en el orden de los Cypriniformes.

## Distribución geográfica
Se encuentran en las cuencas de los ríos  Jordán y Litani.